# アルバート・ホーズ
アルバート・ジョージ・シドニー・ホーズ（Albert George Sidney Hawes、生年不詳 - 1897年8月6日）は、幕末に来日したイギリスの軍人である。

## 経歴・人物
慶応元年（1865年）にイギリス東洋艦隊の海軍大尉として来日した。ほどなくして退役し、長崎で肥前佐賀藩士に砲術を指導した。
維新後の明治3年（1870年）日本政府により兵部省に雇われ、海軍兵学寮等で教鞭を執った。その後、木曾の御嶽山に登山し、明治14年（1881年）アーネスト・サトウとの共著『日本旅行案内』を刊行した。
明治17年（1884年）日本を離れハワイに転勤し、ハワイ総領事を務めた。